# Monnina hirta
Monnina hirta är en jungfrulinsväxtart. Monnina hirta ingår i släktet Monnina och familjen jungfrulinsväxter.

## Underarter
Arten delas in i följande underarter:
- M. h. cuspidata
- M. h. hirta